# デルギナスクール
デルギナスクール（英表記:Deriugins School、ロシア語表記:Школа художественной гимнастики Дерюгиных）は、ウクライナにある新体操クラブ。世界選手権2連覇の元新体操選手イリーナ・デルギナと、そのコーチであった母アルビナにより経営されている。数多くのオリンピック金メダリスト、世界選手権金メダリストを輩出しており、世界でも有数の名門校とされている。1992年より毎年、スクール主催のデルギナカップ (Кубок Дерюгіної)が開催されている。

## 主な出身者
※以下、全て個人総合の成績
- イリーナ・デルギナ - 1977年、1979年世界新体操選手権2連覇。
- アレクサンドラ・ティモシェンコ - 1992年バルセロナオリンピック金メダリスト、1988年ソウルオリンピック銅メダリスト、1989年世界新体操選手権金メダリスト
- オクサナ・スカルディーナ - 1992年バルセロナオリンピック銅メダリスト
- エカテリーナ・セレブリアンスカヤ - 1996年アトランタオリンピック金メダリスト
- エレーナ・ビトリチェンコ - 1996年アトランタオリンピック銅メダリスト
- タマラ・イエロフィエバ - 2001年世界新体操選手権金メダリスト
- ナタリア・ゴデュンコ
- アンナ・ベッソノバ - 2007年世界新体操選手権金メダリスト
- アンナ・リザディノワ - 2013年世界新体操選手権銀メダリスト